# Molophilus curvistylus
Molophilus curvistylus là một loài ruồi trong họ Limoniidae. Chúng phân bố ở miền Australasia.